# 居石侯公祠

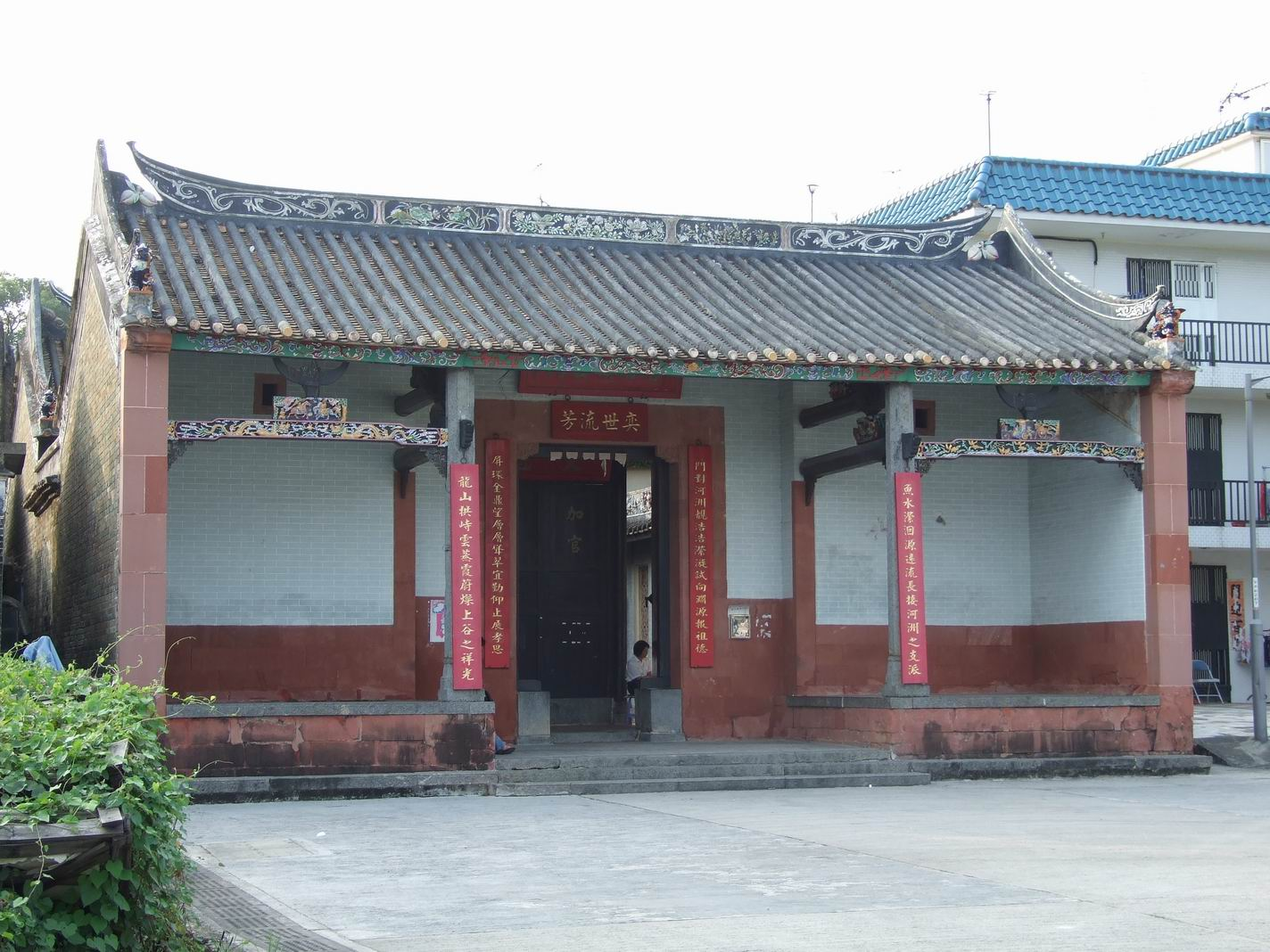
居石侯公祠

居石侯公祠是香港一座傳統祠堂，為香港新界北區上水河上鄉的地標建築，建於清朝乾隆廿七年（1762年），於2016年10月28日起已成為香港法定古蹟。

## 建築特色
居石侯公祠主要用作河上鄉村民祭祖及舉行傳統儀式，也會供村民日常聚會議事。其屋脊及山牆均有精緻的裝飾，而祠堂內的橫樑及斗拱也有精緻的吉祥圖案雕刻。
居石侯公祠屬於三進兩院式的設計，分為前進、中進、後進、前院及後院五部份。中進位置擺放了供奉歷代祖先的神龕，而前院的兩旁各有一個廂房，其中右廂房是一個廚房。後進位置是兩層樓房，於香港日治時期前曾作學校用途，上層用作課室，下層則是老師的寢室。

## 交通
新界區專線小巴51K線，來往河上鄉至上水站。

## 外部連結
- 康樂及文化事務署 - 上水河上鄉居石侯公祠